# راديو الطقس

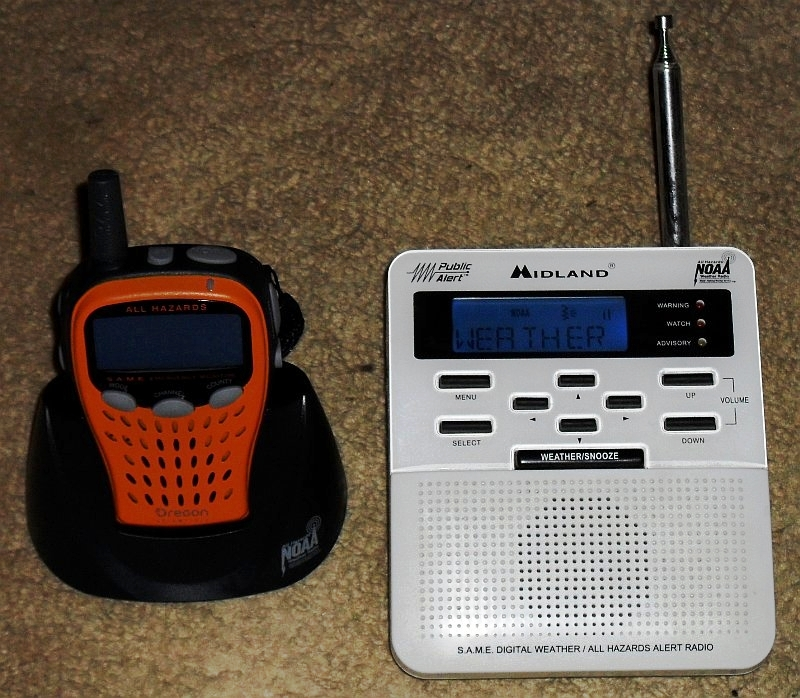

خدمة راديو الطقس هي خدمة لبث تقارير عن حالة الطقس على الهواء. عند تشغيل جهاز الراديو، وضبطه على موجة البث، فإن المستقبل يحصل على معلومات عن حالة الطقس سواء في الأوضاع الطبيعية أو الطارئة. أما إذا كان الجهاز غير عامل، فإنه يُشغّل تلقائياً ويُضبط على موجة البث أوتوماتيكياً في حال وجود معلومات عن ظروف جوية طارئة.
ويشار هنا إلى أن هذه الخدمة معروفة ومستخدمة في الولايات المتحدة وكندا.
تشغّل الولايات المتحدة وكندا وبرمودا محطة الإذاعة الحكومية الخاصة بالطقس على نفس الموجة.